# بلان (جرابلس)
بلان قرية سوريّة تتبع إداريّاً لمحافظة حلب منطقة جرابلس ناحية مركز جرابلس، بلغ تعداد سكانها 227 نسمة حسب التعداد السكاني لعام 2004.